# Corniops mapesii
Corniops
Genre
Espèce
Corniops mapesii, unique représentant du genre Corniops, est une espèce fossile de scorpions à l'appartenance familiale incertaine.

## Répartition
Cette espèce a été découverte à Lone Star Lake (en) (Kansas, États-Unis) et date du Carbonifère.

## Systématique
Le genre Corniops et l'espèce Corniops mapesii ont été décrits en 1994 par Andrew J. Jeram (d),.

### Étymologie
Le nom générique, Corniops, est une anagramme de « scorpion ».
Son épithète spécifique, mapesii, lui a été donnée en l'honneur de Gene Mapes qui a relevé la présence de scorpions à Lone Star Lake.

### Publication originale
- (en) Andrew J. Jeram, « Carboniferous Orthosterni and their relationship to living scorpions », Palaeontology, Londres, vol. 37, no 3,‎ octobre 1994, p. 513–550 (ISSN 0031-0239, e-ISSN 1475-4983, lire en ligne, consulté le 30 mai 2025).